# 文宗閣
文宗閣，清代所建皇家藏書樓，典藏古今圖書集成與四庫全書。原位於中國江蘇省鎮江金山寺，建成於1779年(乾隆四十四年)，毀於1853年(咸豐三年)，歷經74年。2010年，中國鎮江市人民政府園林部門主持重建，於原址以東的金山公園動工，2011年10月26日落成開放。

## 歷史
乾隆帝於1772年(乾隆三十七年)下令編纂四庫全書，歷時十年後完成。因江南自古人文薈萃，文風鼎盛，而清室更為籠絡漢族士子仁心，於是整建文宗閣、文匯閣、文瀾閣等「南三閣」，預備續鈔三分，送往典藏。藏書閣基本均仿照寧波天一閣形式而建。鎮江地方仕紳為爭取四庫全書能典藏於當地，向朝廷表示願意捐出「所有雇覓書手繕寫全書之費」，而後朝廷決定由地方負責書匣、裝潢庋架等費用。

### 建造
鎮江金山本建有皇帝行宮，建於康熙帝第三次南巡，時值1684年(康熙23年)。乾隆帝於1779年賜給《古今圖書集成》一套。揚州的兩淮鹽運使便擇址於行宮左側，即鎮江金山寺，督造藏書樓，以供典藏。當地四面環江，頗有氣勢。興建期間，在地人士捐輸許多工料。。文宗閣建築坐北朝南，落成後，乾隆皇帝御筆「文宗閣」以及「江山永秀」牌匾。1780年，乾隆帝第五次南巡，決定建立南三閣，俟四庫全書編成後，續鈔三份典藏。
全閣由兩淮鹽運使管理，除提名、奏請朝廷派任典書官之外，還另委派人負責校理、借閱、註冊、曝曬圖書等工作。清代名家汪中(容甫)，就曾擔任過典書官一職。

### 毀壞
1842年(道光二十二年)，在第一次鴉片戰爭末期，英軍進軍鎮江，文宗閣藏書受損。1853年(咸豐三年)，太平天國林鳳祥、羅大綱、李開芳等進攻鎮江，火燒金山寺，寺廟僧眾僅能攜出寺中佛藏，文宗閣藏書與閣樓同時焚毀。

### 重建
2003年，鎮江市《歷史文化名城研究論文集》第四集出刊，刊登〈世人扼腕嘆文宗〉,引發熱議。當地政府與民間倡議重建。歷經數年考證、於《兩淮鹽法志》中查得「文宗閣實景寫真圖」，窺見清代時兩淮鹽運使負責建造文宗閣的淵源。經比對相關文獻，圖像與當年形式相符。
2009年11月中旬，重建工作開始正式推動，擇定金山寺寺東湖中小島為新址。隔年3月開始動工，於於2011年10月26日竣工。

## 藏書
四庫全書成書後總共鈔成正本七份，副本一份。原鈔四分藏於北四閣，另續鈔準備藏於「南三閣」。。閣建成後，乾隆帝先賜銅活字本《欽定古今圖書集成》一套。朝廷自1787年(乾隆五十二年)開始分批頒發《四庫全書》，直到1790年(乾隆五十五年)方頒發完整套。
當年文宗閣所藏共有3461種，79309卷，6197函，36347册。其中經部5402册，分裝為947函，以青色函裝幀。史部9463册，分裝為1625函，以赤色函裝幀。子部9084册，分裝為1583函，為白色函。集部12398册，分裝成2042函，裝幀為黑色函。
更有《四庫全書總目錄》127册，分裝22函，為黄色函，《四庫全書簡明目錄》8册，分裝2函、《欽定古今圖書集成》5020册，520函。《欽定全唐文》504册，50函。《欽定明鑒》24册，2函。
乾隆帝原本開放江南士子可直接外借南三閣書籍，准許鈔錄流傳。然而等頒賜全書後，乾隆帝改變心意，仍只許士子申請入館借閱鈔錄，不得攜出。魏源校對《水經注釋》時，便曾運用文宗閣、文滙閣版本，黃承吉也曾從文宗閣中鈔錄《字詁》《義府》。。
文宗閣所藏，全毀於戰禍之中。